# 水無瀬神宮

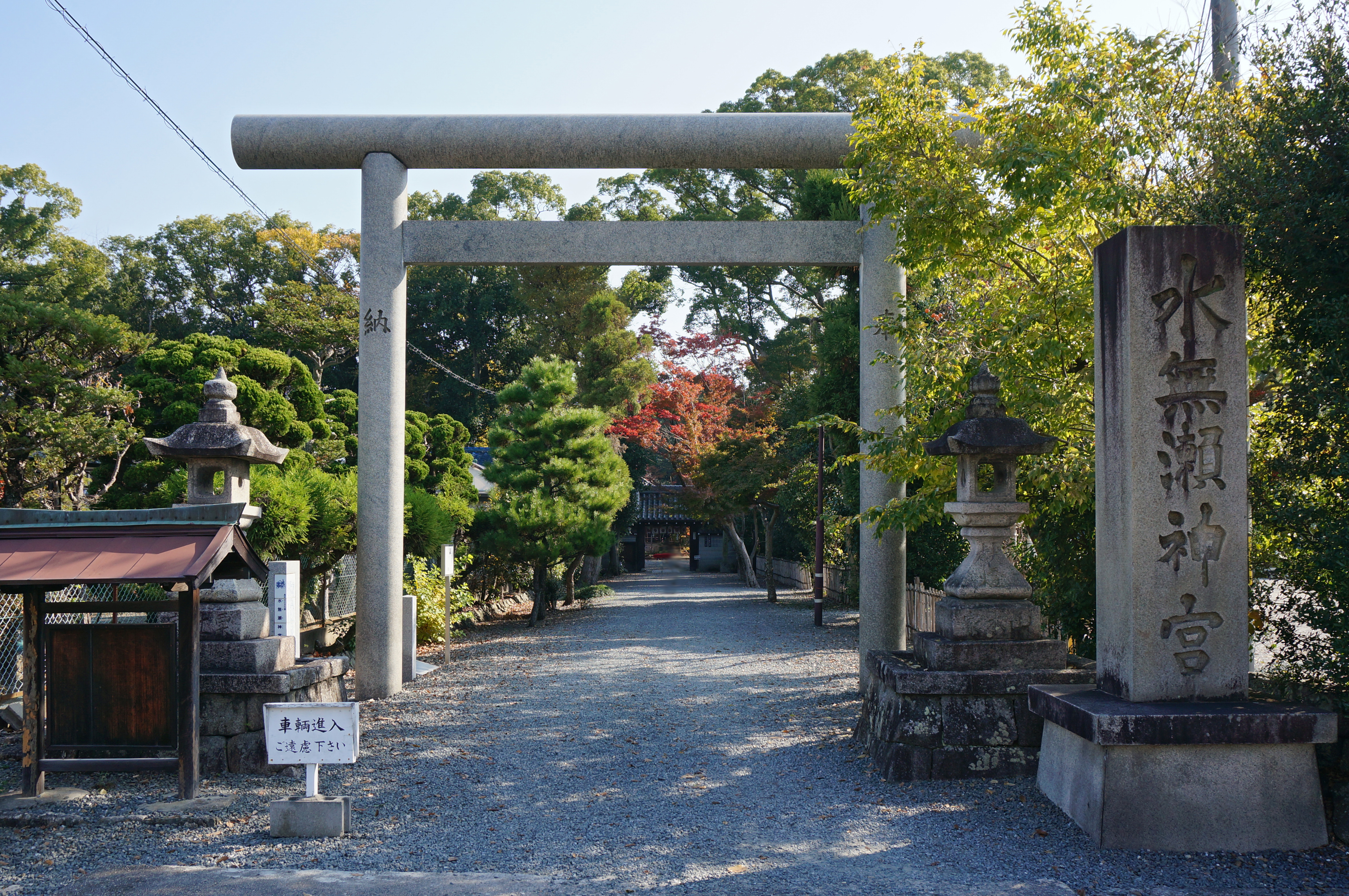
鳥居

水無瀬神宮（みなせじんぐう）は、大阪府三島郡島本町にある神社。旧社格は官幣大社で、現在は神社本庁の別表神社。旧称は水無瀬宮。境内には環境庁認定「名水百選」に選ばれた「離宮の水」がある。

## 祭神
- 主祭神 - 後鳥羽天皇、土御門天皇、順徳天皇

## 歴史
この地には後鳥羽天皇が大変気に入っていた離宮・水無瀬殿下御所が建てられていたが、後鳥羽上皇は承久の乱で鎌倉幕府に敗れて隠岐国に流され、そこで崩御すると、水無瀬殿一帯は荒れ果てた。その後、仁治元年（1240年）に後鳥羽上皇の遺勅（後鳥羽天皇宸翰御手印置文・国宝）に基づき、水無瀬信成・親成親子が水無瀬殿下御所の跡地に御影堂を建立し、上皇を祀った。この水無瀬御影堂が当宮の始まりである。明応3年（1494年）、後土御門天皇が隠岐より後鳥羽上皇の神霊を迎え、水無瀬宮の神号を奉じた。
安土桃山時代には、豊臣秀吉が福島正則を普請奉行として客殿（重要文化財）を建立している。寛永年間（1624年 - 1645年）には京都御所にあった明正天皇の内侍所を移築して改築し、新たな本殿とした。
江戸時代までは仏式で祀られていたが、明治時代になると神仏分離が行われ、1873年（明治6年）に水無瀬御影堂は神社となり、水無瀬宮に改称すると官幣中社に列せられた。同時に、後鳥羽天皇と同じく承久の乱により配流されてそこで崩御した土御門天皇と順徳天皇の神霊も配流地から迎えて合祀している。
1939年（昭和14年）に神宮号を賜って官幣大社に列格すると、水無瀬神宮と改称された。大阪府唯一の神宮である。
1948年（昭和23年）に神社本庁の別表神社に加列されている。

## 水無瀬離宮
この地には、もともと内大臣源通親の別荘である水無瀬別業があった。正治2年（1200年）1月にこの別荘に行幸した後鳥羽上皇は、ここを気に入ると通親から別荘を譲り受けて離宮・水無瀬殿とした。早速同年閏2月に上皇は離宮に行幸すると、この地の名称を広瀬に改め、やがて水無瀬殿も広瀬殿と呼ばれるようになった。また、かつての嵯峨天皇の離宮であった河陽御所の跡地には石清水八幡宮（ここでは現・離宮八幡宮のこと）が建てられていたため、上皇は付近に新しく萱御所を建てて行幸している。
しかし、建仁2年（1202年）5月に大雨が降って水無瀬川が溢れて離宮の一部の建物が流される被害が出ると、翌建仁3年（1203年）1月には離宮を放棄するという噂が広まっている。が、離宮は修理された。この後、上皇は何度も水無瀬離宮を訪れている。
建保4年（1216年）8月に再び暴風雨で水無瀬川が溢れると離宮は大きな被害を出した。そのために上皇は「山上」に新たな離宮を建てることとした。翌建保5年（1217年）1月から工事が行われて新たな御所が完成すると、この新しい御所は水無瀬殿上御所と呼ばれ、以前の御所は水無瀬殿下御所と呼ばれるようになった。両御所は上皇が隠岐に流されると荒れ果ててしまった。

## 境内
- 本殿（国登録有形文化財） - 京都御所にあった明正天皇の内侍所を寛永年間（1624年 - 1645年）に移築して改築したもの。
- 幣殿（国登録有形文化財） - 1929年（昭和4年）建立。
- 拝殿（国登録有形文化財） - 1929年（昭和4年）に内務省技師角南隆の設計で再建。
- 渡廊 - 1929年（昭和4年）建立。
- 神饌所 - 1929年（昭和4年）建立。
- 社務所
- 客殿（重要文化財） - 安土桃山時代、桁行11.8m、梁間10.9m、一重、入母屋造、桟瓦葺。豊臣秀吉が福島正則を普請奉行として建立したもの。
- 茶室「燈心亭」（重要文化財） - 燈心席ともいう。後水尾天皇より下賜されたと伝えられる江戸時代初期の数奇屋風書院。桁行7.6m、梁間5.2m、一重、寄棟造、茅葺、東面庇付、こけら葺。内部は三畳台目の席と、同面積の勝手とを並べた構成になっている。松、竹、梅をはじめとする様々な材種を用いた繊細な意匠が随所に見られ、江戸初期における公家好みの代表的な茶室として知られる。昭和初期以前は「七草の席」と呼ばれていた。
- 神庫（国登録有形文化財） - 大正時代の建立。
- 柿本神社
- 稲荷神社
- 手水舎（国登録有形文化財） - 大正時代の建立。「離宮の水」は大阪府内で唯一の名水百選に選ばれている。
- 神門（国登録有形文化財） - 西門。安土桃山時代、薬医門形式。石川五右衛門が祀られた名刀を盗みに入ろうとして様子を窺っていたが、神威により門内へも入れず、仕方なく立ち去ろうとした際に残した手形といわれるものがある。
- 土塁
- 堀 - 水無瀬神宮の周囲は現在でも堀と土塁が囲っている。

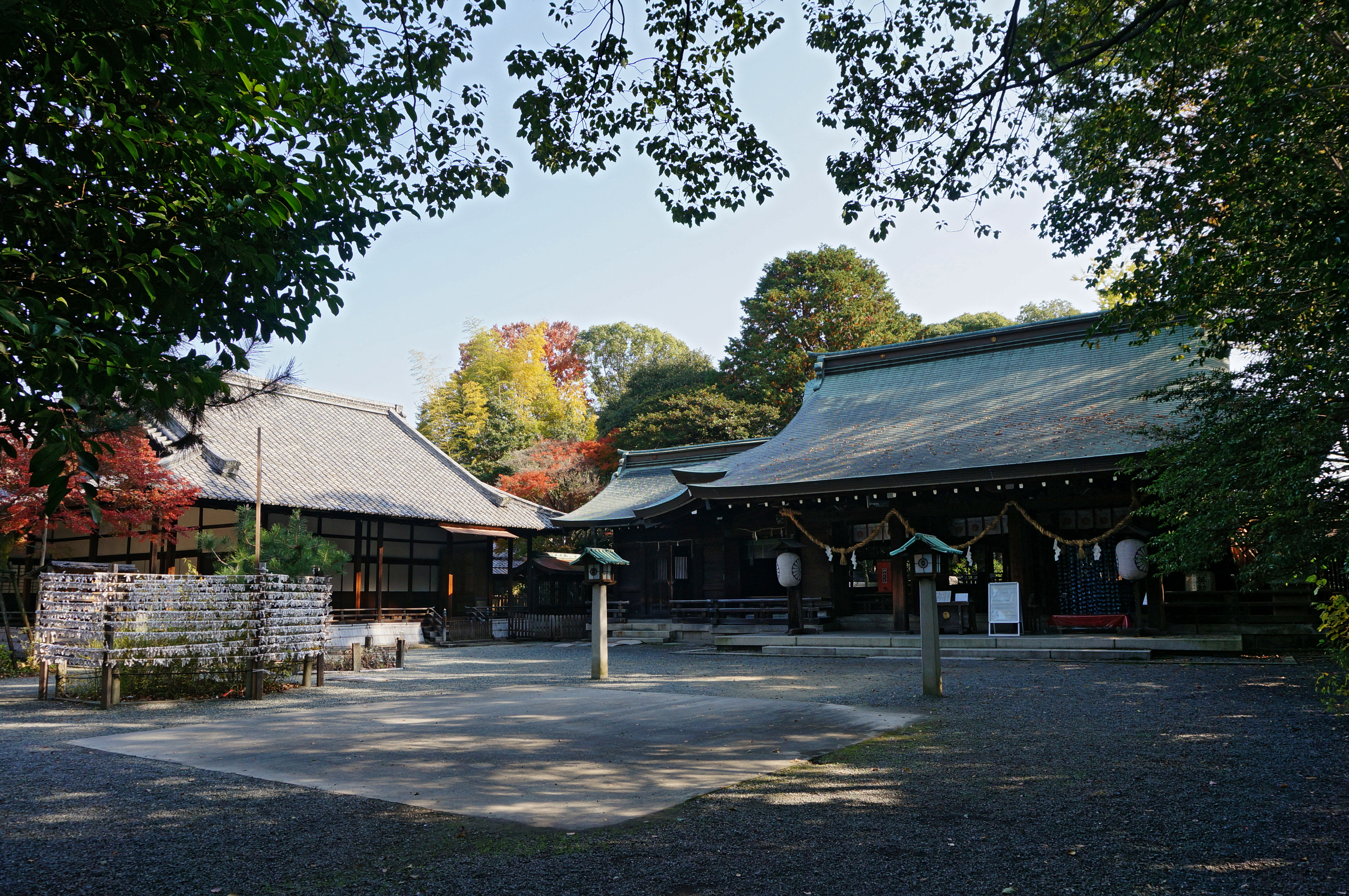
拝殿（右）、客殿（左）

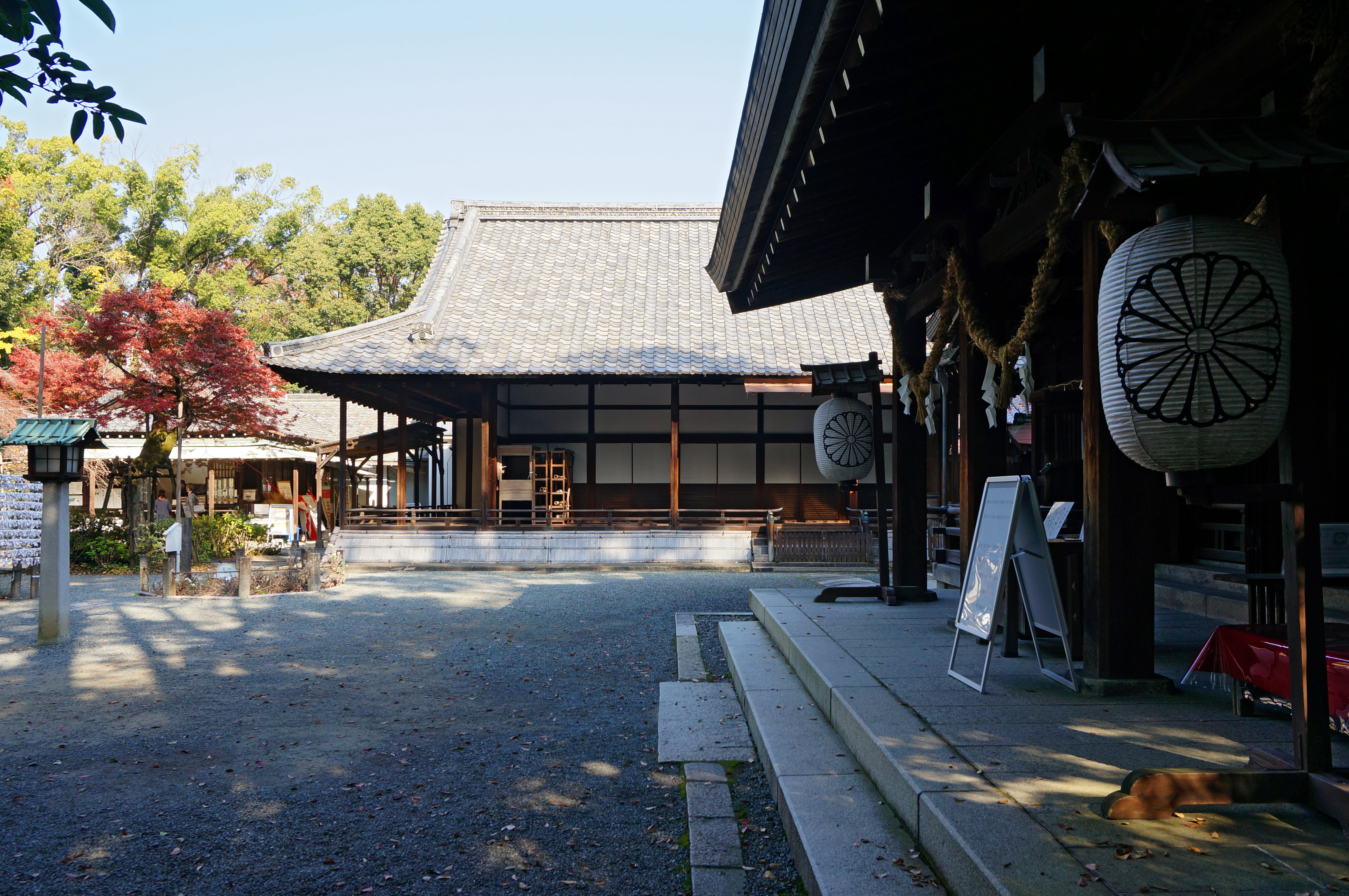
客殿（正面、重要文化財）

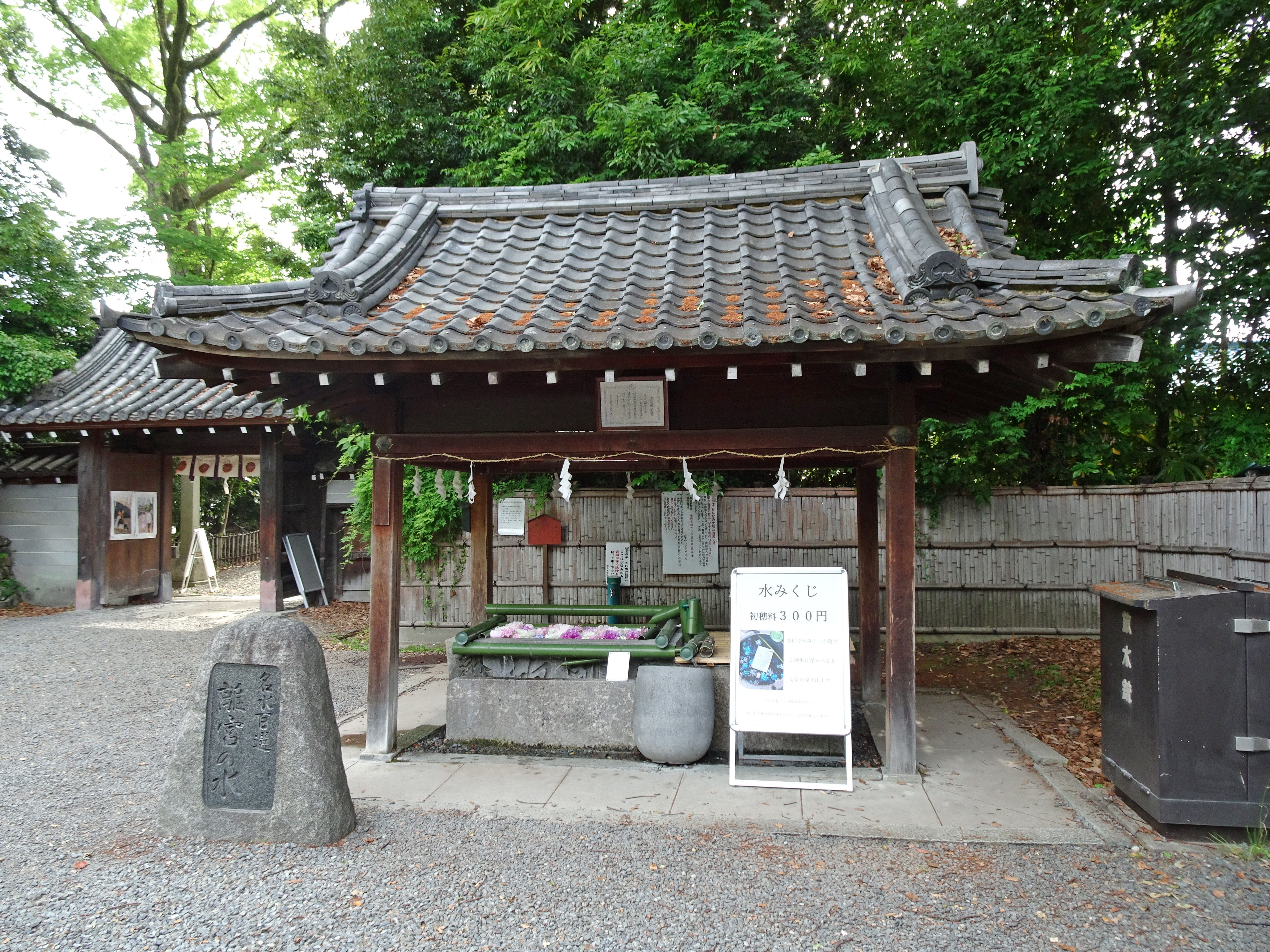
離宮の水（2024年）

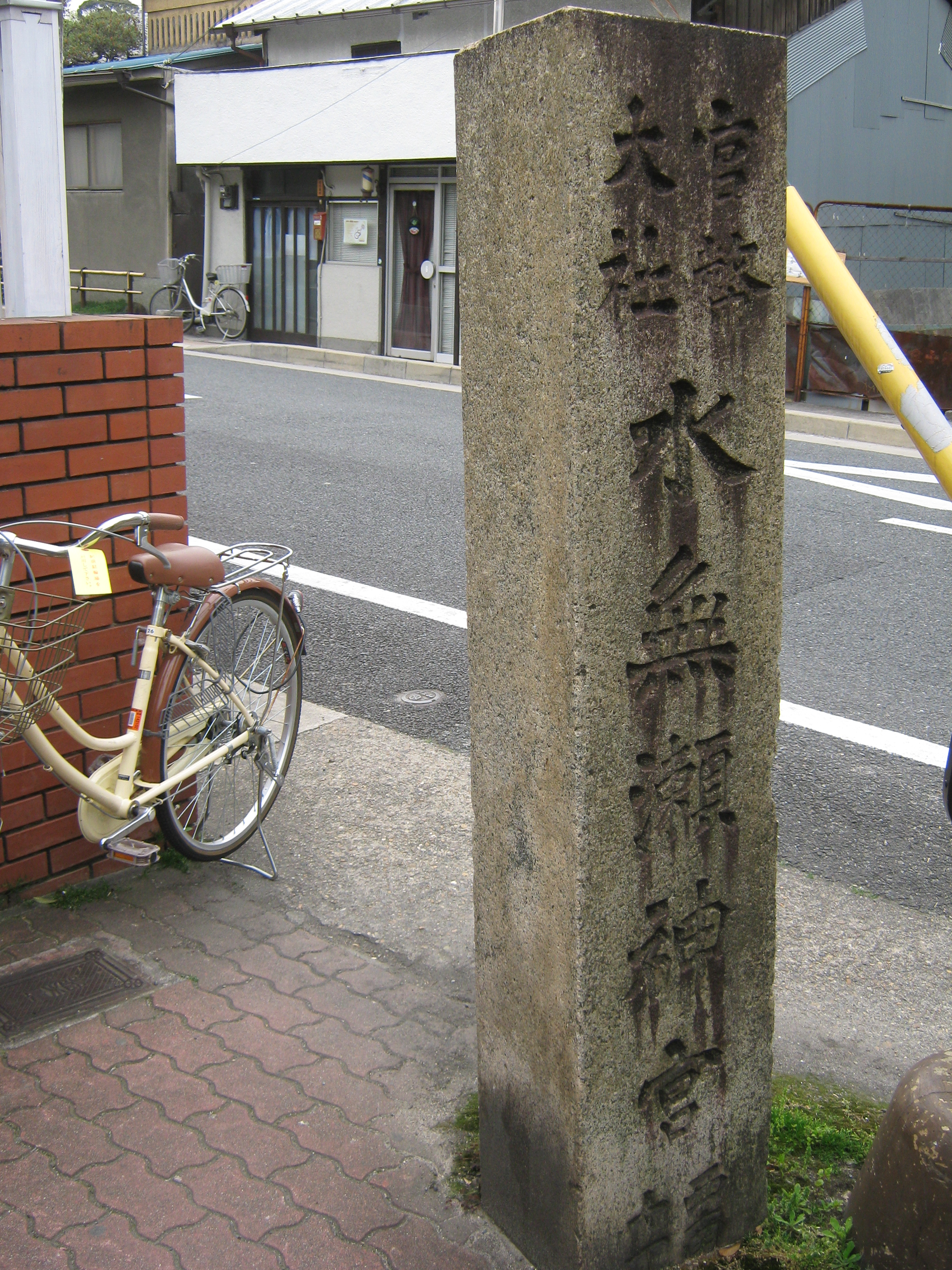
水無瀬神宮の碑（阪急大山崎駅前）

## 文化財

### 国宝
- 紙本著色後鳥羽天皇像 - 鎌倉時代の似絵の代表作。承久の変に敗れた後鳥羽上皇は出家して隠岐国に配流される前に、絵師の藤原信実に命じて自身の出家前の肖像画を描かせたことが『吾妻鏡』に見え、その絵にあたるものという。京都国立博物館寄託。
- 後鳥羽天皇宸翰御手印置文 - 「宸翰」は天皇直筆の意。「置文」は遺言とほぼ同意。暦仁2年（1239年）、隠岐に流されていた後鳥羽上皇が崩御の13日前に書いた自筆の遺言状。文面には上皇の手印（手形）が鮮明に付されている。歴史上著名な天皇の宸翰としてきわめて貴重な史料である[1][2]。京都国立博物館寄託。

### 重要文化財
- 客殿
- 茶室「燈心亭」
- 後鳥羽院御置文案文 - 京都国立博物館寄託。
- 後鳥羽院宸翰御消息 - 京都国立博物館寄託。
- 紙本墨書後村上天皇宸翰御願文 - 京都国立博物館寄託。

### 重要美術品
- 後鳥羽天皇御四百回忌御法楽御短冊 - 後水尾天皇宸翰以下20葉。寛永15年2月22日。
- 後水尾天皇宸翰御懐紙 - 後鳥羽天皇御製 ｢見わたせば｣。
- 御歴代宸翰御法楽御短冊 - 後西天皇宸翰以下25葉。

### 国登録有形文化財
- 本殿 - 本殿以下5件が2016年に国の登録有形文化財に登録[3]。
- 拝殿及び幣殿
- 神庫
- 手水舎
- 神門及び築地塀

### 島本町指定有形文化財
- 水無瀬駒 関連資料 5点 - 将棋の駒など。

## 前後の札所
神仏霊場巡拝の道
61 四條畷神社　-　62 水無瀬神宮　-　63 総持寺

## 所在地
〒618-0011 大阪府三島郡島本町広瀬3丁目10-24

## 交通機関
- 阪急京都本線 水無瀬駅 徒歩10分
- 阪急京都線 大山崎駅 徒歩18分
- JR京都線 島本駅 徒歩12分
- JR京都線 山崎駅 徒歩15分

## 周辺情報
- 桜井駅跡
- 関大明神社
- 離宮八幡宮
- 妙喜庵
  - 待庵
- 大山崎山荘美術館
- 大山崎町歴史資料館
- 大念寺
- 宝積寺
- 山崎聖天
- サントリー山崎蒸溜所
- 大山崎瓦窯跡（国の史跡）

## 関連図書
- 安津素彦・梅田義彦編集兼監修者『神道辞典』神社新報社、1968年、57-58頁
- 白井永二・土岐昌訓編集『神社辞典』東京堂出版、1979年、321頁
- 大山崎町歴史資料館編『河陽離宮と水無瀬離宮』大山崎町歴史資料館、2015年